# Малая Тарель
Малая Тарель — деревня в Качугском районе Иркутской области России. Входит в состав Бирюльского муниципального образования. Находится примерно в 36 км к юго-востоку от районного центра.

## Топонимика
Народная этимология объясняет топоним Тарель древнерусским тарель — тарелка. Деревня расположена в левобережном распадке реки Лена, напоминающем по форме тарелку.
Однако, люди жили здесь и задолго до прихода русских. По мнению Геннадия Бутакова, в основе топонима лежит тувинское торел — родственник или тофаларское родня, схожее слово есть и в киргизском языке.

## Население
По данным Всероссийской переписи, в 2010 году в деревне проживало 135 человек (67 мужчин и 68 женщин).